# Metropolitan Borough of Dudley
Metropolitan Borough of Dudley – dystrykt metropolitalny w hrabstwie ceremonialnym West Midlands w Anglii.

## Miasta
- Brierley Hill
- Coseley
- Dudley
- Halesowen
- Netherton
- Sedgley
- Stourbridge

## Inne miejscowości
Gornal, Illey, Lye, Quarry Bank.